# Parco nazionale di Old Oyo
Il parco nazionale di Old Oyo si trova nel nord-est dello stato di Oyo, nel sud-ovest della Nigeria. Copre un'area di 2 512 km² sul crinale della dorsale montuosa che cinge da est ad ovest la regione della Guinea.
Il parco nazionale deve il nome a Oyo-Ile, la capitale politica dell'antico impero Oyo. Oyo-Ile infatti, nella lingua degli Yoruba, significa Vecchia Oyo (in inglese Old Oyo, appunto). Le rovine del palazzo degli ultimi re Oyo si trovano proprio all'interno del parco nazionale e sono una delle sue principali attrazioni turistiche. L'importanza culturale del parco si riflette anche nel suo motto: Blending our glorious past with nature, cioè «Unendo il nostro glorioso passato con la natura». Nella vicina città di Oyo, lungo la strada che collega questa località a Iseyin, si trova la sede centrale del National Park Service of Nigeria, l'ente che si occupa della gestione dei parchi nazionali del paese. Il parco nazionale di Old Oyo è considerato uno dei progetti più promettenti per lo sviluppo dell'ecoturismo e del turismo scientifico in Nigeria.

## Geografia
Il territorio del parco nazionale è caratterizzato da un altopiano pianeggiante, interrotto solamente da alcune alture. Solamente nella sua parte nord-orientale vi sono alte falesie di granito che affiorano dalla pianura, mentre il centro del parco è costituito da colline piatte e basse creste. Il profilo altimetrico del parco copre un intervallo compreso tra 330 e 508 metri sul livello del mare. La maggior parte del parco è situata nel bacino idrografico dei fiumi Ogun, Owu e Owe; solo la sua parte settentrionale si trova nel bacino idrografico del fiume Tessi. Sull'Ogun è stata costruita la diga di Ikere Gorge, che ha portato alla formazione di un lago artificiale.
La vegetazione del parco nazionale è dominata da un tipo di savana umida nota come savana guineana. Il clima della regione è caratterizzato dalla netta separazione tra stagione delle piogge e stagione secca, ma è descritto come estremamente umido. La stagione delle piogge dura da aprile a ottobre e raggiunge la sua massima intensità in estate, con l'arrivo del monsone dell'Africa occidentale. Le temperature medie giornaliere variano da 25 a 35 °C.
Il parco nazionale è considerato il punto più occidentale dell'areale del picatarte collogrigio (Picathartes oreas) ed è stato l'ultima roccaforte in Nigeria del rarissimo licaone dell'Africa occidentale (Lycaon pictus manguensis), scomparso da qui alla fine degli anni '90 a seguito della caccia e dell'espansione umana nella regione.